# سيميأونسيا
السيمونتسيا كانت وحدة وزن ونقود معدنية في روما القديمة، تعادل 1⁄24 من الليبرا أو 1⁄2 أونسيا. أصل الاسم من اللاتينية: semi uncia، أي "نصف أونصة". كانت تُرمز لها بالعلامات Σ، Є، أو £. ويقدر وزنها بنحو 13.584 غرامًا.
لمدة قصيرة، تم صك عملة برونزية بنفس الاسم خلال فترة الجمهورية الرومانية وكذلك في بعض مدن إيطاليا. أثناء الحرب البونيقية الثانية (218–202 ق.م)، ومع سلسلة من الهزائم الثقيلة للجيش الروماني، تم تخفيض وزن العملة الأساسية (الأس) إلى النصف لتغطية التكاليف العسكرية. وبذلك أصبحت السيمونتسيا (1/24 من الأس) تختلف عن قيمتها الأصلية بوصفها وحدة وزن.

## التاريخ
يرتبط وجود هذه العملة بالنصف الثاني من القرن الثالث قبل الميلاد، وتحديدا مع بدايات سك العملات البرونزية المصبوبة في الجمهورية الرومانية، وكانت أصغر فئة في تلك السلسلة باستثناء عملة ربع أونسية التي لم تكن جزءا منتظما من النظام النقدي.
أحيانا كانت تحمل العلامات Σ أو S على الوجه الأمامي، كدلالة على قيمتها.
وكانت أكثر التصاميم شيوعًا على الأوجه الأمامية هي رأس ميركوري أو تمثيل لبلوطة، أما على الأوجه الخلفية فغالبًا ما تظهر عصا هرمس أو مقدمة سفينة تحت نقش ROMA، وهو أمر شائع في إصدارات البرونز الرومانية في تلك الحقبة. ومع ذلك، لم تكن هذه التصاميم الوحيدة المستخدمة.
توقّف سك عملة "سيمونشيا" حوالي سنة 210 قبل الميلاد، متزامنًا مع ظهور الـديناريوس. وبالإضافة إلى روما، تم سكّها أيضًا في عدد من المدن في شبه الجزيرة الإيطالية.